# Ken Geddes
Ken Geddes (Jacksonville, 27 settembre 1947) è un ex giocatore di football americano statunitense, che ha giocato nel ruolo di linebacker per nove stagioni nella National Football League (NFL). Fu scelto nel corso del settimo giro (175º assoluto) del Draft NFL 1975 dai Detroit Lions. Al college ha giocato a football all'Università del Nebraska.

## Carriera professionistica
Geddes fu scelto nel corso del settimo giro del Draft 1970 dai Detroit Lions. In Michigan rimase una sola stagione senza mai scendere in campo, prima di venire tagliato. I Los Angeles Rams firmarono Geddes come free agent nel 1971. Nella stagione 1972, Ken disputò solamente due partite a causa delle fratture di una gamba e di un braccio. Tornato nella stagione successiva, Gedden divenne titolare nei Rams, ruolo che ricoprì per le successive tre annate. Nel 1976, il giocatore fu selezionato nell'expansion draft dalla neonata franchigia dei Seattle Seahawks, con cui disputò le ultime tre stagioni della carriera, prima di ritirarsi alla fine della stagione regolare 1978.

## Vittorie e premi
Nessuno

## Statistiche
| Partite totali   | 95 |
| Intercetti fatti | 6  |